# Dariusz Urban
Dariusz Urban (ur. 1977, zm. 9 grudnia 2020) – polski ekonomista, dr hab.

## Życiorys
W 2001 ukończył studia ekonomiczne na Uniwersytecie Łódzkim, 25 września 2008 obronił pracę doktorską Spójność społeczno-ekonomiczna regionów w procesie pogłębiania integracji. Teoria. Polityka. Ocena, 11 stycznia 2019 habilitował się na podstawie pracy zatytułowanej Państwowe fundusze majątkowe. Pomiędzy krajową gospodarką a globalnymi rynkami finansowymi. Został zatrudniony na stanowisku adiunkta w Katedrze Finansów i Strategii Przedsiębiorstwa na Wydziale Zarządzania Uniwersytetu Łódzkiego.
Był asystentem w Instytucie Ekonomii na Wydziale Ekonomiczno-Socjologicznym Uniwersytetu Łódzkiego, oraz profesorem uczelni w Katedrze Zarządzania Finansami Przedsiębiorstwa na Wydziale Zarządzania Uniwersytetu Łódzkiego.
Zmarł 9 grudnia 2020.